# Liste de composés organiques
| Liste de composés organiques                                                                     |
| C 2 C3 C4 C5 C6 C7 C8 C9 C10 C11 C12 C13 C14 C15 C16 C17 C18 C19 C20 C21 C22 C23 C24 C25 C26 C27 |

Cette liste répertorie les numéros CAS de quelques composés organiques.
| Formule brute | Nom                                      | Numéro CAS  |
| ------------- | ---------------------------------------- | ----------- |
| CBrClF2       | bromochlorodifluorométhane               | 353-59-3    |
| CCl2F2        | dichlorodifluorométhane                  | 75-71-8     |
| CCl3F         | trichlorofluorométhane                   | 75-69-4     |
| CCl3NO2       | chloropicrine                            | 76-06-2     |
| CCl4          | tétrachlorométhane                       | 56-23-5     |
| CF4           | tétrafluorure de carbone                 | 75-73-0     |
| CF8S          | pentafluorure de soufre trifluorométhyle | 373-80-8    |
| CHCl3         | chloroforme                              | 67-66-3     |
| CHClF2        | chlorodifluorométhane                    | 75-45-6     |
| CHCl2F        | dichlorofluorométhane                    | 75-43-4     |
| CF3SO3H       | acide trifluorométhanesulfonique         | 1493-13-6   |
| CHBr3         | bromoforme                               | 75-25-2     |
| HCN           | cyanure d'hydrogène                      | 74-90-8     |
| CHO2Li        | formiate de lithium                      | 556-63-8    |
| CH2Cl2        | dichlorométhane                          | 75-09-2     |
| CH2N2         | cyanamide hydrogène                      | 420-04-2    |
| CH2O          | méthanal (formaldéhyde)                  | 50-00-0     |
| CH2O2         | acide méthanoïque                        | 64-18-6     |
| CH3AsNa2O3    | méthanearséniate disodique (DSMA)        | 144-21-8    |
| CH3Br         | bromométhane                             | 74-83-9     |
| CH3Cl         | chlorométhane                            | 74-87-3     |
| CH3I          | iodométhane                              | 74-88-4     |
| CH3NO         | formamide                                | 75-12-7     |
| CH3NO2        | acide carbamique                         | 463-77-4    |
| CH3NO2        | nitrométhane                             | 75-52-5     |
| CH4           | méthane                                  | 74-82-8     |
| CH4AsNaO3     | méthanearséniate monosodique (MSMA)      | 2163-80-6   |
| CH4N2O        | urée                                     | 57-13-6     |
| CH4O          | méthanol                                 | 67-56-1     |
| CH4S          | méthanethiol                             | 74-93-1     |
| CH5AsO3       | acide méthylarsonique (MAA)              | 124-58-3    |
| CH5N          | méthylamine                              | 74-89-5     |
| CH5N3         | guanidine                                | 113-00-8    |
| CH8AsNO3      | méthylarséniate d'ammonium               | 2321-53-1   |
| CN4O8         | tétranitrométhane                        | 509-14-8    |
| CN12          | tétraazidométhane                        | 869384-16-7 |
| COCl2         | phosgène                                 | 75-44-5     |

## Polymères
| Formule chimique        | Nom                                     | Numéro CAS |
| ----------------------- | --------------------------------------- | ---------- |
| (CH2CH(Ph))n            | polystyrène                             | 9003-70-7  |
| (C2F4)n                 | polytétrafluoroéthylène                 | 9002-84-0  |
| (C2H3Cl)n               | poly(chlorure de vinyle)                | 9002-86-2  |
| (C2H4)n                 | polyéthylène                            | 9002-88-4  |
| (C2H4O)n                | alcool polyvinylique                    | 9002-89-5  |
| H(C2H4O)nOH             | macrogol                                | 25322-68-3 |
| (C2H6OSi)n              | polydiméthylsiloxane                    | 63148-62-9 |
| (C3H6)n                 | polypropylène                           | 9003-07-0  |
| (C4H8)n                 | polybutène                              | 9003-29-6  |
| (C6H10O5)n              | cellulose                               | 9004-34-6  |
| (C6H10O5)n              | curdlan                                 | 54724-00-4 |
| (C6H10O5)n              | pullulane                               | 9057-02-7  |
| (C6H11NO)n              | poly(N-isopropylacrylamide)             | 25189-55-3 |
| C10H8−(m+n)Cl(m+m)      | chloronaphtalène                        | 215-42-9   |
| (C12H22N2O2)n           | nylon                                   |            |
| (C37H62O30)n            | pullulane                               | 9057-02-7  |
|                         | acétate de cellulose                    |            |
|                         | acrylonitrile butadiène styrène         |            |
|                         | amylose                                 |            |
|                         | polydextrose                            | 68424-04-4 |
| [O-(CH2)2-O-CO-pPh-CO]n | polytéréphtalate d'éthylène             |            |
|                         | lignine                                 | 9005-53-2  |
|                         | EPDM (terpolymère d'éthylène-propylène) |            |

## Autres
- Ces composés ci-dessus sont à ranger dans les pages Liste de composés organiques CXX dont le lien est donné tout en haut de l'article.[pas clair]

| Formule brute | Nom                            | Numéro CAS  |
| ------------- | ------------------------------ | ----------- |
|               | 2,4 MCPA sel de diméthylamine  |             |
|               | 2,4 MCPB sel de sodium         |             |
|               | acétate de guazatine           | 115044-19-4 |
| C14H21NO11    | acide hyaluronique             | 9004-61-9   |
| (C3H4O2)n     | acide polylactique             |             |
| C7H6O4        | acide protocatéchique          | 99-50-3     |
|               | acypetacs-zinc                 | 380221-54-5 |
| C18H22N2S     | alimémazine                    |             |
|               | aureofungin                    | 8065-41-6   |
|               | azolitmine                     |             |
| C19H21NO4     | boldine                        |             |
|               | butylcarbamate d'iodopropynyle |             |
|               | calreticuline                  |             |
|               | cheshunt mixture               | 55632-67-2  |
|               | calixarène                     |             |
|               | chlorure de benzalkonium       | 8001-54-5   |
|               | créosote                       | 8001-58-9   |
|               | cufraneb                       | 11096-18-7  |
|               | dibotermine alfa               |             |
|               | eprinomectin                   | 123997-26-2 |
|               | essence (hydrocarbure)         | 86290-81-5  |
|               | essence de térébenthine        | 8006-64-2   |
|               | hexachlorophène                | 70-30-4     |
|               | huile de ricin                 | 8001-79-4   |
|               | isépamicine                    |             |
|               | isoniazide                     | 54-85-3     |
|               | kérosène                       | 8008-20-6   |
|               | mancopper                      | 53988-93-5  |
|               | mancozèbe                      | 8018-01-7   |
|               | méthylnéodécanamide            | 105726-67-8 |
|               | metiram                        | 9006-42-2   |
|               | naphténate de zinc             | 12001-85-3  |
|               | noir de carbone                | 1333-86-4   |
|               | polycarbamate                  | 64440-88-6  |
|               | polyoxins                      | 11113-80-7  |
|               | pyréthrine                     | 8003-34-7   |
|               | ryania                         | 8047-13-0   |
|               | sabadilla                      | 8051-02-3   |
|               | spinosad                       | 168316-95-8 |
|               | thiamine pyrophosphate         | 115-86-6    |
|               | tiopronine                     |             |
|               | trialbesilate d'iminoctadine   | 169202-06-6 |
|               | vaseline                       | 8009-03-8   |